# مارتروا
مارتروا (به فرانسوی: Martrois) یک کمون در فرانسه با جمعیت ۵۶ نفر است که در Canton of Pouilly-en-Auxois واقع شده‌است.